# Neue Pinakothek

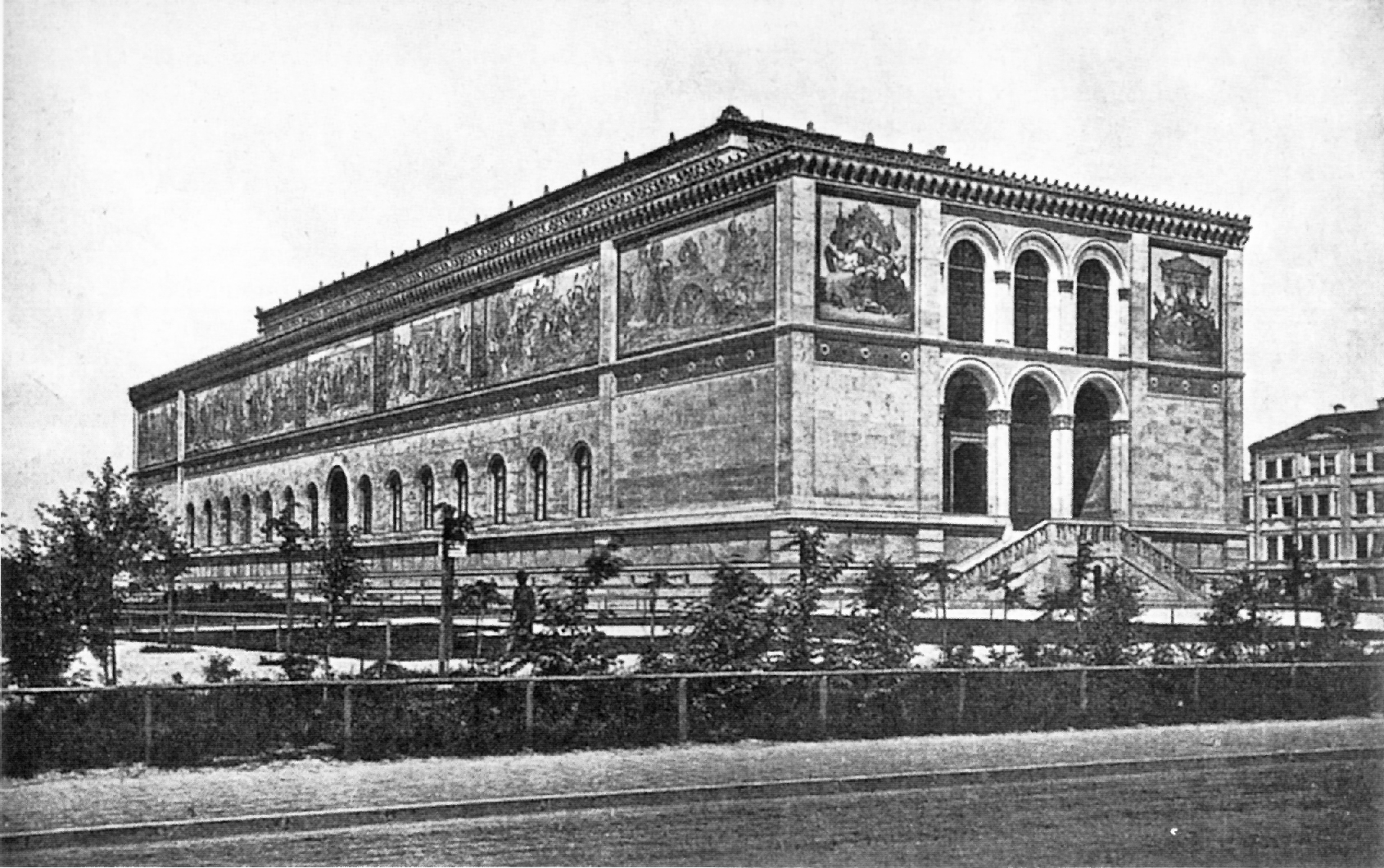
Neue Pinakothek, 1880.

La Neue Pinakothek (Nova Pinacoteca) és un museu d'art situat a Múnic, Alemanya. Se centra en l'art europeu dels segles xviii i xix. És considerat un dels museus d'art més destacats del Segle XIX en el món. Juntament amb l'Alte Pinakothek i el Pinakothek der Moderne, és una part del "Kunstareal" o districte d'art de Múnic.

## Història
El museu va ser fundat pel rei Lluís I de Baviera a 1853. La col·lecció d'art d'aquest rei havia estat enriquida constantment.
L'anomenada Tschudi Contribution va enviar entre 1905 i 1914 extraordinàries col·leccions impressionistes al museu. Hugo von Tschudi, director de l'Estat col·leccionista va adquirir quaranta-quatre pintures, nou escultures i vint-i dibuixos, la majoria creats per nous artistes francesos.
el 1915 el museu va passar a ser part de l'estat bavarès. L'edifici original va ser destruït durant la Segona Guerra Mundial, però el 1981 es va inaugurar el nou edifici que havia estat dissenyat per Alexander Freiherr von Branca.

## Col·leccions
El museu va expandir les seves col·leccions a més de 3.000 pintures europees des del Classicisme fins al Modernisme. Prop de 400 pintures i 50 escultures són exhibides.

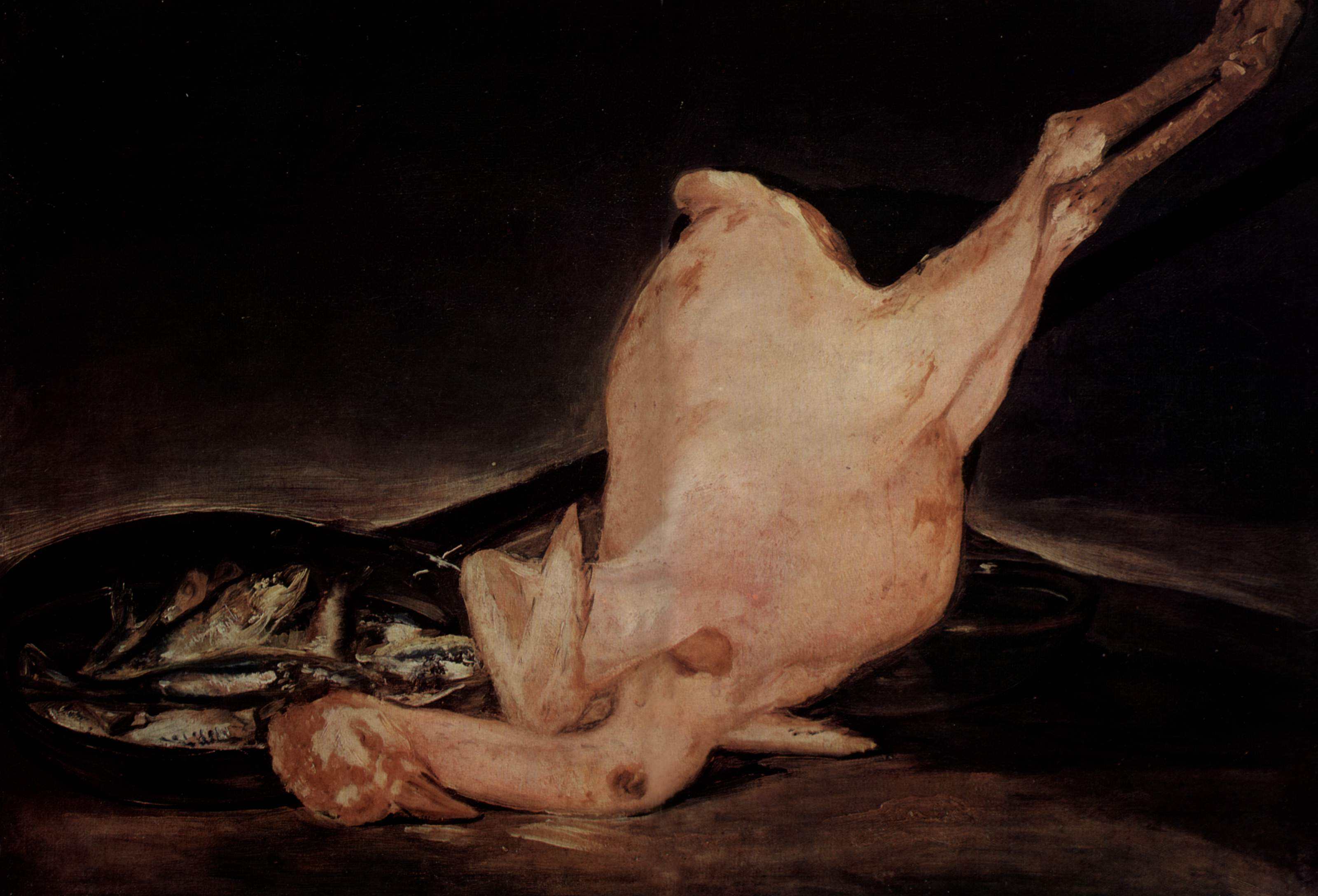
Francisco de Goya Pavo enllestit (1810).

- Pintures internacionals  de la segona meitat del segle xviii
- Pintures angleses  del segle xviii i principis del xix
- Artistes alemanys del classicisme romà
- Romanticisme alemany
- Biedermeier
- Romanticisme francès
- Deutschrömer
- Pintures artístiques
- Escoles internacionals  del segle xviii
- Impressionisme alemany
- Impressionisme francès
- Modernisme  de principis del Segle XX
- Escultures